# Trapeziophora
Trapeziophora é um gênero de mariposa pertencente à família Acrolepiidae.